# 胡智為
胡 智為（フー・ジーウェイ、1993年11月4日 - ）は、台湾（中華民国）の台中市出身のプロ野球選手（投手）。右投右打。CPBLの統一ライオンズ所属。愛称はフー？（Who?）。

## 経歴

### プロ入りとツインズ傘下時代

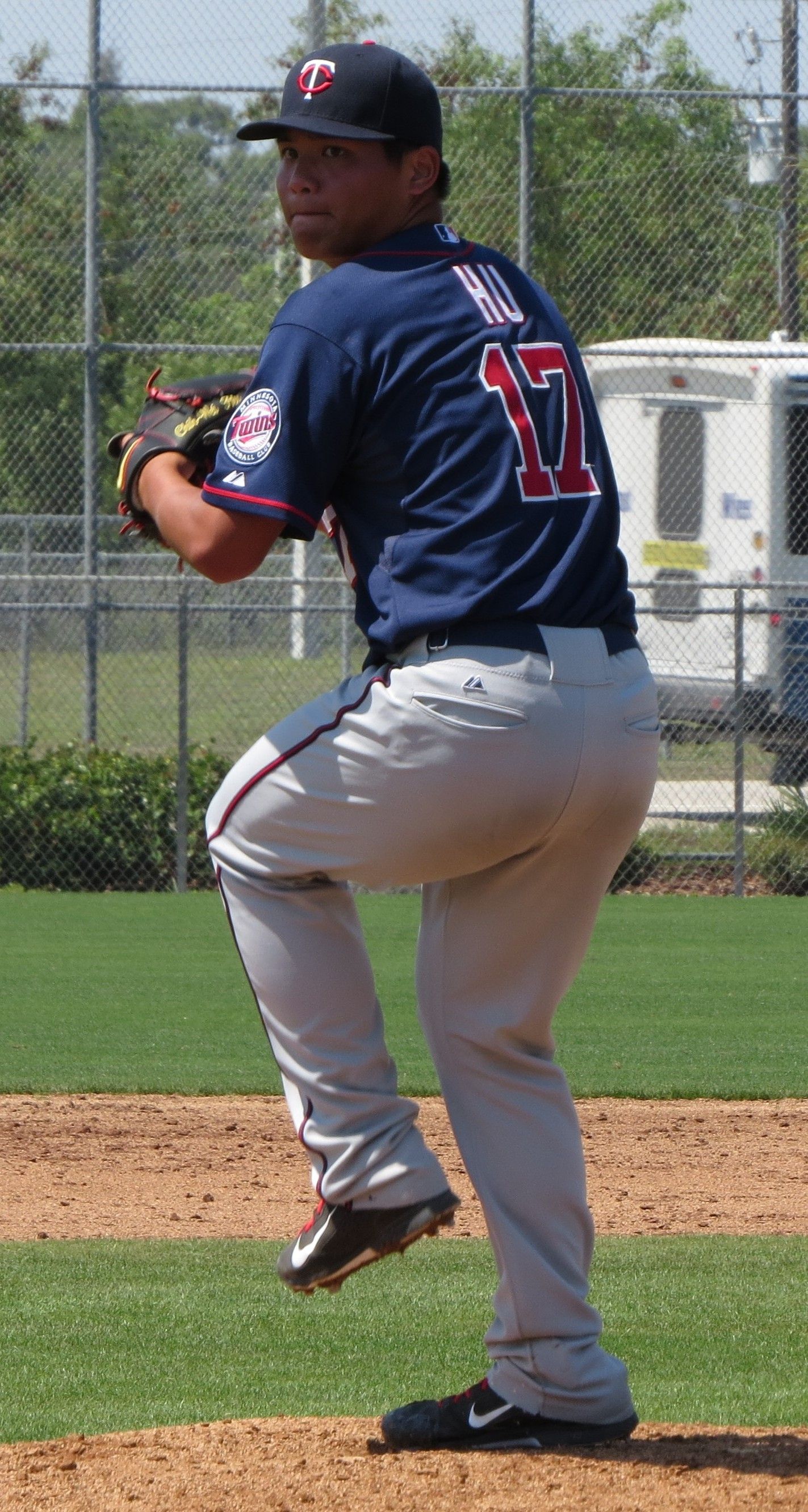
ミネソタ・ツインズ時代
(2015年3月19日)

2012年8月にミネソタ・ツインズと契約してプロ入り。
2013年に傘下のルーキー級ガルフ・コーストリーグ・ツインズでプロデビュー。12試合（先発5試合）に登板して2勝0敗、防御率2.45、39奪三振を記録した。
2014年はアパラチアンリーグのルーキー級エリザベストン・ツインズとA級シーダーラピッズ・カーネルズでプレーし、2球団合計で13試合（先発12試合）に登板して8勝2敗、防御率2.15、64奪三振を記録した。9月には韓国の仁川で行われた第17回アジア競技大会の野球チャイニーズタイペイ代表に選出されている。
2015年はA+級フォートマイヤーズ・ミラクルとAAA級ロチェスター・レッドウイングスでプレーした。

### レイズ時代
2015年7月31日にケビン・ジェプセンとのトレードで、タンパベイ・レイズへ移籍した。移籍後は傘下のA+級シャーロット・ストーンクラブズでプレーし、5試合（先発4試合）に登板して0勝3敗1セーブ、防御率7.36、20奪三振を記録した。また、移籍前を含めた3球団合計では21試合（先発20試合）に登板して6勝6敗1セーブ、防御率3.22、99奪三振を記録した。
2016年はAA級モンゴメリー・ビスケッツとAAA級ダーラム・ブルズでプレーし、2球団合計で25試合に先発登板して7勝9敗、防御率2.75、114奪三振を記録した。また、7月にはオールスター・フューチャーズゲームの世界選抜チームのメンバーに選出された。オフの11月18日にはルール・ファイブ・ドラフトでの流出を防ぐために40人枠入りした。
2017年は開幕をAAA級ダーラムで迎え、4月24日にメジャー初昇格を果たした。同日のボルチモア・オリオールズ戦でメジャーデビュー（結果は1回を無失点）。この年メジャーでは6試合に登板して1勝1敗、防御率2.70、9奪三振を記録した。
2018年は5試合に登板して防御率4.15、12奪三振を記録した。

### インディアンス傘下時代
2018年11月19日にジオンティ・ターナーとのトレードで、クリーブランド・インディアンスへ移籍した。
2019年7月3日にDFAとなり、8日に40人枠を外れてマイナー契約となった（そのまま傘下のAAA級コロンバス・クリッパーズに配属）。7月30日に自由契約となった。

### カブス傘下時代
2019年8月8日にシカゴ・カブスとマイナー契約を結んだ。オフには2019 WBSCプレミア12 チャイニーズタイペイ代表に選出された。11月7日の対日本戦で、リリーフとして3回途中1失点（自責点0）と好投した。本人は「2014年アジア競技大会の日本戦で、理想的な投球は出来なかったが今回は対応する事ができた。」と話していた。同月16日の対オーストラリア戦では先発を務め、5回無失点とチームの勝利に貢献した。11月4日に自由契約となった。 

### パドレス傘下時代
2019年12月19日にサンディエゴ・パドレスとマイナー契約を結び、スプリングトレーニングに招待選手として参加することになった。2020年11月2日に自由契約となった。

### 味全ドラゴンズ時代
2021年3月10日、CPBLの味全ドラゴンズと自行培訓選手(日本の育成選手に近い制度)として契約した。

### 統一ライオンズ時代
2021年7月12日に開催されたCPBLのドラフト会議で統一ライオンズから1位指名を受けた。8月29日の中信兄弟戦でCPBL初登板・初先発を記録し、6回2失点と試合を作るも勝敗はつかなかった。9月18日の中信兄弟戦では7回1失点と好投し、CPBL初勝利を記録した。最終的には12試合に投げ4勝4敗、防御率4.74をマークした。台湾シリーズ第4戦目で先発登板するも、6回3失点（自責点2）で敗戦投手になった。

## 代表経歴
2023年、同年3月に行われる第5回WBCの台湾代表に選出された。

## 投球スタイル
リリーフ時には平均93mph（約150km/h）・最速97mph（約156km/h）のフォーシームにチェンジアップ、ツーシームを主に投げ込む。他にはスライダー、ごく稀にカーブも投げる。

## 詳細情報

### 年度別投手成績
| 年 度     | 球 団     | 登 板 | 先 発 | 完 投 | 完 封 | 無 四 球 | 勝 利 | 敗 戦 | セ 丨 ブ | ホ 丨 ル ド | 勝 率 | 打 者 | 投 球 回 | 被 安 打 | 被 本 塁 打 | 与 四 球 | 敬 遠 | 与 死 球 | 奪 三 振 | 暴 投 | ボ 丨 ク | 失 点 | 自 責 点 | 防 御 率 | W H I P |
| --------- | --------- | ----- | ----- | ----- | ----- | -------- | ----- | ----- | -------- | ----------- | ----- | ----- | -------- | -------- | ----------- | -------- | ----- | -------- | -------- | ----- | -------- | ----- | -------- | -------- | ------- |
| 2017      | TB        | 6     | 0     | 0     | 0     | 0        | 1     | 1     | 0        | 0           | .500  | 40    | 10.0     | 5        | 2           | 4        | 0     | 0        | 9        | 0     | 0        | 4     | 3        | 2.70     | 0.90    |
| 2018      | TB        | 5     | 0     | 0     | 0     | 0        | 0     | 0     | 0        | 0           | ----  | 50    | 13.0     | 7        | 2           | 3        | 0     | 0        | 12       | 0     | 0        | 6     | 6        | 4.15     | 0.77    |
| 2021      | 統一      | 12    | 11    | 0     | 0     | 0        | 4     | 4     | 0        | 0           | .500  | 271   | 62.2     | 64       | 3           | 21       | 0     | 4        | 52       | 2     | 0        | 33    | 33       | 4.74     | 1.36    |
| 2022      | 統一      | 27    | 26    | 0     | 0     | 0        | 9     | 13    | 0        | 0           | .409  | 658   | 150.2    | 178      | 8           | 41       | 0     | 8        | 84       | 1     | 0        | 73    | 56       | 3.35     | 1.45    |
| 2023      | 統一      | 18    | 15    | 0     | 0     | 0        | 4     | 8     | 0        | 0           | .333  | 374   | 84.1     | 104      | 10          | 21       | 0     | 2        | 42       | 5     | 0        | 57    | 44       | 4.70     | 1.48    |
| 2024      | 統一      | 8     | 5     | 0     | 0     | 0        | 2     | 3     | 0        | 1           | .400  | 115   | 27.0     | 30       | 1           | 10       | 0     | 1        | 13       | 0     | 0        | 18    | 15       | 5.00     | 1.48    |
| MLB：2年  | MLB：2年  | 11    | 0     | 0     | 0     | 0        | 1     | 1     | 0        | 0           | .500  | 90    | 23.0     | 12       | 4           | 7        | 0     | 0        | 21       | 0     | 0        | 10    | 9        | 3.52     | 0.83    |
| CPBL：4年 | CPBL：4年 | 65    | 57    | 0     | 0     | 0        | 19    | 28    | 0        | 1           | .404  | 1418  | 324.2    | 376      | 22          | 93       | 0     | 15       | 191      | 8     | 0        | 181   | 148      | 4.10     | 1.44    |

- 2024年度シーズン終了時

### 年度別守備成績
| 年 度 | 球 団 | 投手  | 投手  | 投手  | 投手  | 投手  | 投手     |
| 年 度 | 球 団 | 試 合 | 刺 殺 | 補 殺 | 失 策 | 併 殺 | 守 備 率 |
| ----- | ----- | ----- | ----- | ----- | ----- | ----- | -------- |
| 2017  | TB    | 6     | 0     | 1     | 0     | 0     | 1.000    |
| 2018  | TB    | 5     | 0     | 0     | 0     | 0     | ----     |
| 2021  | 統一  | 12    | 5     | 8     | 0     | 0     | 1.000    |
| 2022  | 統一  | 27    | 7     | 25    | 2     | 1     | .941     |
| 2023  | 統一  | 18    | 6     | 9     | 1     | 1     | .938     |
| 2024  | 統一  | 8     | 1     | 1     | 0     | 0     | 1.000    |
| MLB   | MLB   | 11    | 0     | 1     | 0     | 0     | 1.000    |
| CPBL  | CPBL  | 65    | 19    | 43    | 3     | 2     | .954     |

- 2024年度シーズン終了時

### 記録
CPBL
- 初登板・初先発登板：2021年8月29日、対中信兄弟18回戦（台南市立野球場）、6回2失点で勝敗つかず
- 初奪三振：同上、5回表に王威晨から空振り三振
- 初勝利・初先発勝利：2021年9月18日、対中信兄弟20回戦（花蓮県立徳興野球場）、7回1失点

その他の記録
- オールスターゲーム出場：1回（2022年）

MiLB
- オールスター・フューチャーズゲーム選出：1回（2016年）

### 背番号
- 58（2017年 - 2018年、2019年プレミア12、2021年8月2日 - ）
- 36（2021年3月14日 - 同年7月10日）

### 代表歴
- 2014年アジア競技大会野球 チャイニーズタイペイ代表
- 2019 WBSCプレミア12 チャイニーズタイペイ代表